# UNESCO-wereldatlas van bedreigde talen
De UNESCO-wereldatlas van bedreigde talen (Engels: UNESCO Atlas of the World's Languages in Danger), voorheen het Rode boek van bedreigde talen) (Red Book of Endangered Languages) wordt gepubliceerd door de UNESCO en geeft een volledige lijst van alle bedreigde talen, talen die met uitsterven bedreigd worden.
Volgens de UNESCO dreigt meer dan de helft van de ongeveer 6000 talen (schattingen lopen uiteen van 3000 tot 10.000 en worden bepaald door de definitie van 'taal' die men hanteert) in de wereld te verdwijnen. 96% van deze 6000 talen wordt gesproken door slechts 4% van de wereldbevolking. Gemiddeld verdwijnt er elke twee weken een taal.